# Stromanthe tonckat
Stromanthe tonckat är en strimbladsväxtart som först beskrevs av Jean Baptiste Christophe Fusée Aublet, och fick sitt nu gällande namn av August Wilhelm Eichler. Stromanthe tonckat ingår i släktet broktoppar, och familjen strimbladsväxter. Inga underarter finns listade.

## Bildgalleri

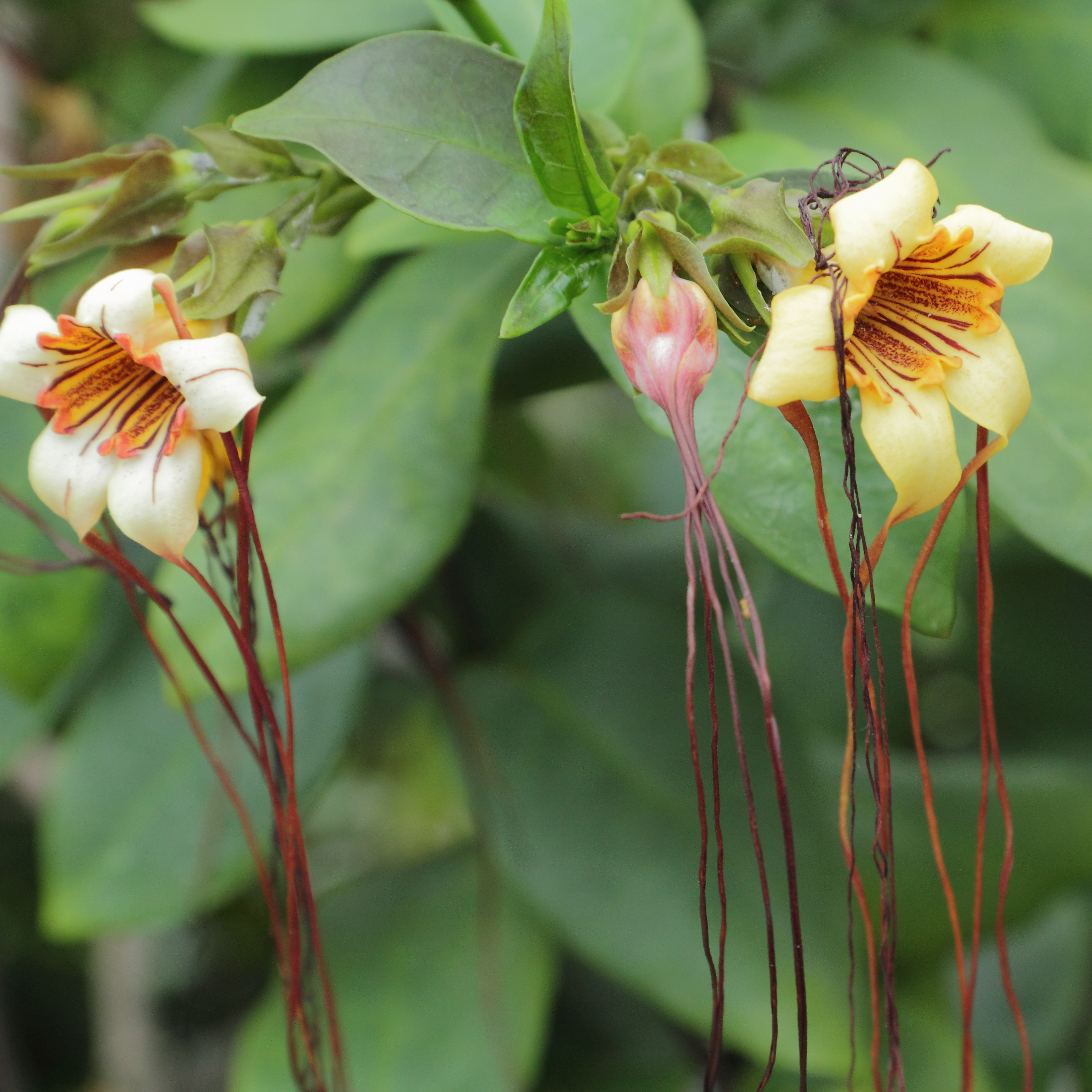